# Revilla de Pomar
Revilla de Pomar es una localidad y también una pedanía del municipio de Pomar de Valdivia en la provincia de Palencia, comunidad autónoma de Castilla y León, España.

## Geografía
Se encuentra dentro del Espacio Natural de Covalagua, a una distancia de 1,3 km de la cabecera y a 100 km de Palencia, la capital provincial.

## Demografía
Evolución de la población en el siglo XXI
| Gráfica de evolución demográfica de Revilla de Pomar entre 2000 y 2020 |
|                                                                        |
| Población de derecho (2000-2020) según el padrón municipal del INE     |

## Historia
A la caída del Antiguo Régimen la localidad se constituye en municipio constitucional que en el censo de 1842 contaba con 16 hogares y 83 vecinos, para posteriormente integrarse en Villarén de Valdivia.

## Patrimonio natural
- Espacio Natural de Covalagua entorno boscoso donde nace el río Ivia. Reserva de ciervos y lugar de cascadas que se tornan balsas de agua.[4]
- La cueva de los Franceses. Se trata de una gran formación cárstica repleta de singulares estalactitas, estalagmitas, coladas, mantos gours y columnas.[5]
- El Mirador de Valcabado, recoge la panorámica de Cantabria, parte de la provincia de Burgos y los pueblos de Lastrilla, Cezura y Berzosilla.[6]
- El menhir de Canto Hito[7]

## Turismo
- Las fiestas patronales son las de Nuestra Señora, el 15 de agosto.
- El núcleo cuenta con un mesón/bar propiedad de la Asociación Vecinal y está abierto al público, no ofrece servicio de restaurante.